# John Hynes (Eishockeytrainer)
John Hynes (* 10. Februar 1975 in Warwick, Rhode Island) ist ein ehemaliger US-amerikanischer Eishockeyspieler und derzeitiger -trainer. Seit November 2023 ist er als Cheftrainer der Minnesota Wild in der National Hockey League (NHL) tätig, nachdem er in dieser Funktion bereits die Nashville Predators (2020–2023) und New Jersey Devils (2015–2019) betreut hatte.

## Karriere
John Hynes studierte an der Boston University und ging mit mäßigem Erfolg von 1994 bis 1997 für deren Eishockeymannschaft in der Hockey East, einer Division der National Collegiate Athletic Association, aufs Eis. Anstatt im Anschluss eine Profikarriere einzuschlagen, wurde Hynes in der Saison 1996/97 zum Assistenztrainer der Mannschaft ernannt. In dieser Position blieb er bis 1998 tätig, ehe Hynes für die folgenden zwei Spielzeiten das Amt des Cheftrainers beim USA Hockey National Team Development Program in der United States Hockey League übernahm. In der Saison 2001/02 trainierte er als Assistenztrainer die Eishockeymannschaft der University of Massachusetts Lowell. In den folgenden Jahren engagierte er sich vor allem für die Juniorenförderung in den Vereinigten Staaten.
Bis auf ein kurzfristiges Engagement als Cheftrainer für die Wisconsin Badgers, die Eishockeymannschaft der University of Wisconsin–Madison, war er bis 2009 beim US-amerikanischen Verband tätig und trainierte deren Eishockeymannschaft in der USHL. Hynes diente seinem Heimatland auch an diversen Junioren-Weltmeisterschaften, als er die U18- und U20-Nationalmannschaft zu sechs WM-Turnieren führte und drei davon als Cheftrainer absolvierte. Unter seiner Leitung gewann die U18 im Jahr 2006 die Goldmedaille bei der Weltmeisterschaft. Gleiches wiederholte er mit der U20-Nationalmannschaft zwei Jahre später. Zur Saison 2009/10 wurde Hynes als Assistenztrainer von den Wilkes-Barre/Scranton Penguins aus der American Hockey League verpflichtet. Im Juli 2010 wurde er als Cheftrainer des Franchise vorgestellt, nachdem Todd Reirden zu den Pittsburgh Penguins abgewandert war, um dort als Assistenztrainer zu arbeiten.
Als Assistent stand Hynes der ehemalige Spieler Alain Nasreddine zur Seite. Die Mannschaft startete erfolgreich in die Saison 2010/11, sodass Hynes für das AHL All-Star Classic als Cheftrainer nominiert wurde, weil die Penguins Mitte Januar 2011 auf Platz eins der gesamten Liga lagen und die Eastern Conference anführten. Er leitete das Team der Western Conference All-Stars.
Nach sechs Saisons als Headcoach der Penguins wurde Hynes im Juni 2015 als neuer Cheftrainer der New Jersey Devils verpflichtet und trat damit die Nachfolge des Duos Adam Oates und Scott Stevens an. Mit 40 Jahren war er zu diesem Zeitpunkt der jüngste aller 30 Cheftrainer der NHL. Als Assistenten stehen im dort Geoff Ward sowie, wie bereits seit fünf Jahren bei den Penguins, Alain Nasreddine zur Seite. Nach seiner ersten Saison bei den Devils nahm er als Cheftrainer des Team USA an der Weltmeisterschaft 2016 teil und führte das Team dort zu einem vierten Platz. Im September 2016 stand er als Co-Trainer des Team USA beim World Cup of Hockey 2016 hinter der Bande, schied mit der Mannschaft allerdings bereits in der Gruppenphase aus.
Nach über vier Jahren in New Jersey, in denen die Devils die Playoffs nur einmal erreicht hatten, sowie einem erneut schwachen Start in die Spielzeit 2019/20 wurde Hynes im Dezember 2019 entlassen und durch seinen bisherigen Assistenten Alain Nasreddine ersetzt. Schon im Folgemonat wurde er von den Nashville Predators nach der Entlassung des langjährigen Trainers Peter Laviolette verpflichtet. Dort war er bis zum Ende der Saison 2022/23 tätig und wurde anschließend durch Andrew Brunette ersetzt.
Seine nächste Anstellung folgte bereits im November 2023, als er bei den Minnesota Wild die Nachfolge des entlassenen Dean Evason antrat.

## Erfolge und Auszeichnungen
| - 1995 Beanpot-Tournament-Gewinn mit der Boston University - 1995 Lamoriello-Trophy-Gewinn mit der Boston University - 1995 NCAA-Division-I-Championship mit der Boston University - 1996 Beanpot-Tournament-Gewinn mit der Boston University | - 1997 Beanpot-Tournament-Gewinn mit der Boston University - 1997 Lamoriello-Trophy-Gewinn mit der Boston University - 2011 Louis A. R. Pieri Memorial Award |

### International
| - 2002 Goldmedaille bei der U18-Junioren-Weltmeisterschaft (als Assistenztrainer) - 2004 Silbermedaille bei der U18-Junioren-Weltmeisterschaft (als Cheftrainer) - 2004 Goldmedaille bei der U20-Junioren-Weltmeisterschaft (als Assistenztrainer) | - 2006 Goldmedaille bei der U18-Junioren-Weltmeisterschaft (als Cheftrainer) - 2008 Goldmedaille bei der U18-Junioren-Weltmeisterschaft (als Cheftrainer) |